# Богумили
Богумили (старији облик: богомили) су били  присталице хришћанског учења које се развијало од X до XV века међу Словенима на Балкану. Они су се појавили у X веку у Бугарској и у XIII веку разбацани у средњој Европи вуку манихејску секту. Они cу вероватно утицали на кретање Катара.
Претпостављени оснивач учења, поп Богомил, је проповедао у Македонији средином 10. века. Они су тврдили, као протестанти касније, да су за повратак раном хришћанству, одбацујући црквену хијерархију, власт и насиље, у име „еванђеоског равенства”. Главна политичка тенденција богомилства је била отпор византијској државној и црквеној власти, што је помогло да се покрет брзо рашири међу балканским Словенима.
Богумилство (старији облик: богомилство) се из Македоније и Бугарске проширило Византијским царством, Кијевском Русијом, Србијом, Босном, Далмацијом, Италијом и Француском, а у мањој мери и другим земљама западне Европе, стигавши чак до Британских острва. Почетком 13. века, хришћанске заједнице Европе, које су обухватале павлићане и богумиле на истоку и катаре на западу, биле су повезане у мрежу која се протезала од Црног мора до Атлантског океана. Владајућа црква, како источна, тако и западна, жестоко је гонила богомиле. У ту сврху је сазвано више сабора на којима са они проглашени јеретицима, спаљиване су књиге и људи, а покренуто је и неколико војних похода.
Данас око богумила постоје многе контроверзе — од оспоравања њиховог постојања, до присвајања њиховог наслеђа. Неки аутори богумилство посматрају као реформску струју унутар византијског православља, а неки их сматрају чак и претходницом велике реформације западне цркве. Често се сматра да су стећци, средњовековни надгробни споменици, остаци богумилске културе, мада је ово мало вероватно јер су богумили били против свега материјалног, па и прављења надгробних споменика. Постоји и теза о масовном преласку богумила на ислам, коју углавном заступају бошњачки аутори.

## Имена
Иако су се присталице овог учења називале хришћанима (христијани, крстјани), у науци се обично користи назив богумили. Етимологија имена богумили се изводи од старословенских речи „Бого милуј” (Боже помилуј), па поједини аутори богомилство називају учењем о божјој милости. Још увек је спорно је ли назив потекао од претпостављеног оснивача учења, попа Богумила, или је он то име узео након што је постало назив покрета. Неки аутори сматрају да реч богумили одговара сиријском масалијани, што значи молитељи.
У грчким изворима се називају кудугери (што неки сматрају за искварено калугери) или фундагијаги (гр: фунда — торба), у Србији торбеши (јер су вазда носили торбу уза се) и бабуни (по планини Бабуни у Македонији), док су у Далмацији и Италији називани патарени (према сиромашном предграђу Милана, Патариа). Најчешћи називи на западу су били албижани (по граду Алби) и катари (старогрчки: καθαροί — чисти, повезано са катарза — прочишћење). У Француској се среће и назив Bougres (Бугари), а у Италији Sclavini (Словени), што указује на словенско порекло њихових веровања.
Хришћанска црква богомилско учење често назива манихејством (по персијанцу Манију који је настојао да учења Заратустре, Буде и Христа укључи у јединствен филозофски систем), чиме се поред дуализма, наглашава и еклектицизам.

## Порекло
Хришћанство је на Балкану присутно још од времена апостола Павла и Тита, који су проповедали јеванђеље у Македонији и Далмацији у 1. веку. Богумилство, као верски покрет унутар хришћанства, јавило се међу Јужним Словенима централног Балкана у време њиховог покрштавања у средњем веку, као вид отпора хеленизацији цркве. Велика средишта богумилства су се налазила на местима старих хришћанских средишта у Македонији, Далмацији и Босни. Верска основа богомилства је рано хришћанство, где човеку нису били потребни посредници, нити посебне верске зграде ради обраћања Богу. Неки аутори сматрају да је на развој ове специфично словенске форме хришћанства утицала и стара словенска вера, која је била религија природе.
Сматра се да су на појаву богумилства утицали хришћански верски покрети павлићана и масалијана. Масалијанство је аскетски покрет који се појавио у Сирији крајем IV века, одакле се касније проширио на Малу Азију и Балкан. Названи су молитељима (сиријски: м'салијане — молитељи) јер су упражњавали непрестану молитву. Павлићани су били антивизантијски покрет који се појавио у 7. веку у Јерменији и источним провинцијама Византијског царства. Тежили су враћању старом добу ранохришћанских општина, показујући изразиту борбеност против црквеног сјаја и богатства, јерархије и учешћа у сплеткама дворског живота. Били су против накнадних светаца, који се славе поред Христа и готово равно њему, и против клањања иконама, што сматраху идолопоклонством. Византијски цар Константин V Копроним (741—775) је преселио више хиљада павлићана из Сирије и Јерменије на Балкан као граничаре, а 970. је цар Јован I Цимискије принудно преселио око 200.000 Јермена павлићана у Тракију и населио их око Филипопоља (данашњег Пловдива), као одбрану од надирућих Бугара. Међутим, они се убрзо удружују са Бугарима у честим побунама против Византије.
Као оснивач богумилског учења се најчешће наводи поп Богумил, свештеник који је око 950. године проповедао у области Велеса и Прилепа у Македонији. Богумилство се великом брзином проширило међу словенским становништвом Балкана, што се делом објашњава политичким разлозима. Хијерархија римске цркве, како источне тако и западне, која је подржавала владајуће слојеве и давала им ауторитет власти, била је страна Словенима. Богумили су тежили једноставнијем облику хришћанства и чишћењу цркве од тежње за световним добрима, влашћу и богатством.

## Учење
Главни проблем са реконструкцијом богумилског учења је што скоро сви сачувани подаци долазе од њихових прогонитеља.

### Етика
Основ богумилске етике је поштовање живота. Били су против убијања, не само људи већ свега што дише и што се креће — у исхрани су били вегетаријанци, а у политичким питањима пацифисти. Поједини научници обичај сушења воћа у Босни, ради исхране преко зиме, сматрају остатком богомилске културе. Богомилска етика одбацивала је сваку лаж, што се временом развило у одбојност према трговини „која нужно заводи на лаж, превару и кривоклетство”. Такође су избегавали јавна звања и бављење политиком. Бавили су се углавном земљорадњом, занатима и уметношћу (познати су као добри скулптори). Сматрали су да свако треба живети од својих руку. Једнака срамота им је било милостињу давати или примати, тако да код њих није било просјачења. Такође су презирали сваки присилан и сувишан рад, говорећи да се не ваља сувише трудити за земаљске ствари.
Претпоставља се да је постотак писмености међу њима био изразито висок, односно да је „далеко надилазио тадашњи европејски ниво”. Свако је охрабриван да чита Свето писмо, а не само свештенство, па су стога верници једни друге учили читању и писању.
Сматра се да су жене стекле висок степен друштвене еманципације у богумилском покрету, што им је омогућило да се описмене, да проповедају на матерњем језику, да читају Свето писмо и апокрифе. У богумилским заједницама, хижама, су живели заједно хришћани и хришћанке (крстјани и крстјанице). Жене нису посматране као створења подређена мушкарцу, јер су и оне и они били душе ухваћене у земном телу. Главна тежња богумила — напуштање материјалног света и повратак у духовну стварност — стављала је мушкарце и жене у исти положај радикалног порицања земаљске егзистенције. Жене су имале право да се заређују, да исповедају, да духовно напредују и да постану савршене, што је посебно гневило православно и католичко свештенство. Према неким проценама, бројчани однос између совршитеља и совршитељки је био три према један. Неки сматрају да су на западу катарке прве започеле са оснивањем добротворних друштава које налазимо у средњовековним градовима много касније. Као пример ране женске еманципације на Балкану, треба поменути богумилску учитељицу и предводницу Ирину из Солуна, која је живела у 14. веку.

### Верско учење
Богумили су изворе свога учења налазили, поред Светог писма, и у апокрифним списима, у то време распрострањеним на старословенском језику (види: словенски апокрифи).
Сматра се да су свет посматрали као вечну борбу добра и зла, у којој је сваки човек позван да учествује. Добро, то је Бог и непропадљиво у човеку, душа. Зло је оно пропадљиво, твар, односно тело. Веровали су да Бог није створио оно што ће бити уништено, а пошто ће видљиве ствари бити уништене, нису створене од доброг него од злог Бога (види: демијург). Разликовали су злог бога Старог завета од доброг Бога јеванђеља. Будући да је материјални свет зао, главни животни задатак је ослобођење душе из тамнице тела. Ослањајући се на речи јеванђеља: „Будите ви, дакле, савршени као што је савршен Отац ваш небески” (Матеј 5,48), крстјани и крстјанице настоје да се духовно усаврше, односно да савладају телесне страсти, аскетизмом, постом и молитвом. Према успеху у том настојању, међу њима се разликују совршитељи (лат. perfecti), који добро познају јеванђеље, и упражњавају пост и подвижништво, одрекавши се својине, и верујући (лат. credentes), који учествују у обредима, не упражњавајући строг аскетизам. Совршитељи су поштовани као духовне старешине и њихов број никад није био нарочито велик. 1240. године, када се дуалистичко учење раширило по Европи и када је верника било између 2,5 и 3 милиона, инквизитор Рајнеро Сакони, бивши припадник покрета, проценио је број савршених на око четири хиљаде.
Себе су сматрали следбеницима апостола, а Римску цркву поспрдно називали црквом идола. Одбацивали су и римског папу и цариградског патријарха. Преводе Библију на старословенски језик и чувају словенска народна имена. Жестоко нападају црквено устројство, посебно свештенство на челу с епископима (бискупима), којима поричу сваку власт над верницима. За црквену организацију су тврдили да нема ничег заједничког са истинском хришћанском општином. C обзиром да званичну цркву не признају као организацију истинских хришћана, следствено томе не признају ни решења васељенских црквених сабора, које је сазивао цар. Због тога су више пута анатемисани од цркве:
Нису имали посебних верских грађевина намењених богослужењу, већ су се заједнички молили у природи или у својим кућама (види: кућна црква). Учитеље су бирали између себе, и нису имали посебних свештеника. Исповедали су се међусобно, попут раних хришћана, којима исповест беше јавна, ради помирења са целом заједницом. Нису прихватали списе црквених отаца, јер су их сматрали новотаријом и одступањем од изворног хришћанства. Одбацивали су службу божју (литургију) и свете тајне, јер сматраху да их није предао Исус, него их је увела црква. Попут ранијих византијских иконобораца, клањање иконама сматраху идолопоклонством. Поштовање костију (моштију) светаца сматраху сујеверјем. Крштење су вршили само над зрелим мушкарцима и женама, и то не водом, већ духовно, књигом. Били су против крштавања деце, која не увиђају значај тога чина. Крст нису сматрали светим симболом, већ справом за мучење на којој је разапет највећи представник добра. Порицали су васкрсење тела, сматрајући да само душа може васкрснути. Такође, нису веровали у буквално претварање вина у крв Христову, нити хлеба у Христово тело. Углавном, своде верску симболику у границе критике здравог разума.
Дуалистичко учење се често објашњава као израз незадовољства потлачених, који не могу разјаснити зашто свемогући и праведни хришћански Бог једнима даје много добра и мало зла, а другима много зла и мало добра (види: проблем теодицеје).

### Друштвено учење
За разлику од званичног хришћанства које говори да је свака власт од Бога, богумили су тврдили да је сва власт од Ђавола, „кнеза овога света” (Јн. 14,30). Према њиховом учењу сви су људи браћа. Одбацивали су црквену јерархију, власт и насиље, у име „еванђеоског равенства” (једнакости). Богумилство је, тврди Станоје Станојевић, имало „комунистичких и анархистичких примеса”, јер су били против породице, Цркве и државе. Нису признавали заклетву (феуд), на којој је почивао феудални систем. Одбијају да плаћају порез, да ратују и да работају (види: систем работа) за феудалног господара. Проповедају сиромаштво и иступају против богатства и богатих.
Главна политичка тенденција богомилства је била отпор византијској државној и црквеној власти, што је помогло да се покрет брзо рашири међу балканским Словенима. Томе погодује отпор словенских племена која не желе да изгубе своју самосталност и падну под власт неког цара, краља или властелина којем би морали плаћати порезе. До црквеног раскола 1054. су били против хегемоније саборне римске цркве, а касније не пристају да се сврстају ни уз источну ни из западну страну, противећи се и хеленицазицији и латинизацији хришћанства.

## Развој богумилства
Богумилство је настало међу Словенима Балкана, да би се убрзо проширило и међу несловенским становништвом Византије. Истовремено се шири на словенски север, у кијевску Русију, и преко Далмације и Италије, ка западној Европи, све до британских острва.

### Богумили у Македонији
У IX и X веку Македонија, услед деловања Климента Охридског и његових ученика, постаје средиште словенске писмености и просвете. Два главна центра су били Охрид и Преслав, где је за неколико година описмењено око 3500 људи. Ту се, осим званичних црквених књига, изучавају и апокрифни списи који се са грчког преводе на старословенски језик. Током 10. века, у Македонији проповеда поп Богомил те она постаје средиште новог хришћанског учења. У њој се оснивају главне богумилске општине, на доњем Вардару и око планине Бабуне.

### Богумили у Бугарској
Богумили у Бугарској се појављују средином 10. века. Јован Егзарх, бугарски свештеник и теолог, напада дуалистичке јеретике у Шестодневу, написаном око 915. године. Он нашироко расправља о томе да не постоји зло начело (зъла сила) у стварању. Презвитер Козма, у трактату под насловом Беседа на јерес, писаном око 972. године наводи да су „богумрски јеретици” „веровали и мислили да страдају за правду и да ће добити од Бога некакву награду за окове и тамницу”, из чега се види да су још у 10. веку у Бугарској били сурово гоњени од стране власти. Цар Борил је 11. фебруара 1211. године у Трнову сазвао државно-црквени сабор против богумила у Бугарској.

### Богумили у Русији
1004. године, око 25 година након званичног увођења хришћанства у Кијевску Русију, свештеник Адријан је научавао сличну доктрину као богумили, и због тога је био затворен од стране Леонтија, Кијевског владике. 1125. године је црква на југу Русије осудила као јеретика проповедника по имену Дмитри.
Године 2000. је пронађен Новгородски кодекс, збирка апокрифних списа, превода и оригиналних словенских дела, који сведочи о присуству богумилског или сличног „неправоверног” учења у области Новгорода на прелазу из X у XI век. Такође се сматра да је украјинска бајка о Правди и Кривди (казка про Правду й Кривду) инспирисана богумилским дуализмом.

### Богумили у Византији
Богумилство се у Византији прво појављује међу Словенима, те се убрзо шири и међу несловенским становништвом Цариграда и Мале Азије. 1034. године Јевтимије, цариградски монах, родом из Акмоније у Малој Азији, пише полемички спис против малоазијских богумила. Цар Алексије I Комнин (1081—1118) започиње прогоне богумила и павлићана, који нису хтели да прихвате званичну православну веру и бунили су се против византијске власти. Током 1140-их је у Константинопољу одржан низ суђења богумилима. Једна од озбиљнијих провала богумилства се збила почетком 1320-их, паралелно са појавом исихазма, на Светој гори, монашком средишту православног света.

### Богумили у Рашкој
Богумиле су у средњовековној Србији православна црква и немањићка држава прогониле као јеретике, називајући их бабунима (по македонској планини Бабуни). Велики жупан Стефан Немања је 1186. године сазвао црквено-државни сабор против богумила у Рашкој. На сабору је њихово учење осуђено као јерес чије је помињање забрањено, њиховом поглавару је „урезан језик у грлу његову” и многе верске старешине су спаљене на ломачи. Након тога су уследили прогони богумила у Рашкој, током којих су многи верници кажњени разним телесним казнама и прогнани из земље, сва имовина је одузета, а њихове књиге спаљене. Ипак, и после 150 година непријатељске политике Немањића, са њима се сусрео и Душан Силни, који доноси одредбе против њих у свом законику.

### Богумили у Босни
Црква босанска је била црквена заједница босанских хришћана у средњем веку, која за време бана Кулина (1180—1204) доспева у средиште међународне пажње јер пружа уточиште прогнаним патаренима из Далмације и бабунима из Рашке. Кулин прогнаницима пружа уточиште, и прима их као добре хришћане, оставши у народу упамћен као „добри бан Кулин”. Услед двадесетогодишњег крсташког рата против катара у Француској од 1209. до 1229. године, многи прогнани такође беже у Босну. 1223. године, за време старешинства дједа Растудија, папин легат за Француску пише о постојању јересоначелника којег катари називају папом а који живи на Балкану. Папа Гргур IX 1234. године започиње крсташки рат против јеретика у Босни.

### Богумили у Далмацији
Сматра се да богумилство у Далмацији има претече у глагољашком покрету (види: Гргур Нински) и ћирилометодијској традицији словенског богослужења. Патаренско, односно богумилско учење је у далматинске градове продрло током 12. века, а нарочито у Задар, Трогир и Сплит. На катарском сабору у Сен Феликсу одржаном 1167. године, помиње се и црква Далмације. 1185. је одржан метрополитански синод у Сплиту који проклиње све „секте херетика” који „оцрњују науку” римске цркве и тражи од власти у далматинским градовима одузимање њихове имовине, њихово изопштење и прогон. Нови сплитски надбискуп Бернард је убрзо по преузимању дужности 1196. године прогнао патарене из града, запленивши им имања. Многи прогнани су тада, почетком 1200. године, нашли уточиште под окриљем цркве босанске и бана Кулина.

### Богумили на Западу
Богумилски покрет се из Далмације шири ка Италији и Француској где их називају патаренима, односно катарима. Многи словенски апокрифи су превођени на латински и кружили међу катарима. Катарство се учврстило у грофовији Тулуз у јужној Француској и у италијанским градовима. На III Латеранском концилу (сабору) католичке цркве, одржаном 1179. године, јеретици су ударени изопштењем и стављени у надлежност световних власти које су их дужне гонити. Папа Иноћентије III је 1208. покренуо катарски крсташки рат у јужној Француској, током којег је убијено више стотина хиљада људи. Сматра се да је овај верски покрет служио као основа за каснију европску црквену реформацију.

## Топоними
На богумиле данас подсећају топоними у Македонији, попут села Бабуна, Богомила (код Велеса), Торбачи, Кутугерци (у Бугарској), Јеремија, планина Бабуна и река Бабуна, долина Богомилско поле и др. Поток Бабун код Мостара и презиме Бабуновић у Србији, Хрватској и Босни.

## Познати богумили
- Поп Богомил, претпостављени оснивач учења
- Папа Никита, поглавар Константинопоља
- Кирил Босота, светогорски монах оптужен за јерес
- Дјед Растудије, поглавар босанских хришћана
- Василије Доктор, богумилски старешина у Византији
- Петар Кападокијски, дедец Средеца (данашња Софија)

## Богумили у уметности
Средњовековни балкански јеретици су инспирисали бројне уметнике:
- Српска песникиња Десанка Максимовић посветила им је збирку песама „Тражим помиловање”, лирску дискусију с Душановим закоником (1964).
- Босански песник Мак Диздар је инспирисан стећцима написао збирку песама „Камени спавач” (1966)
- Хрватски књижевник Мирослав Крлежа је у више наврата писао о богумилима и стећцима.
- Бугарски мислилац и песник Стефан Гечев им је посветио збирку песама „Из проповедите на поп Богомил”